# Maejor
Brandon Michael Green (23 de julho de 1988 - Detroit, Michigan), mais conhecido por seu nome artístico Maejor (anteriormente Bei Maejor e depois Maejor Ali), é um produtor de discos, cantor, rapper e compositor norte-americano. Maejor escreveu e produziu músicas para vários artistas conhecidos na indústria musical, como Trey Songz, Tinie Tempah, Keri Hilson, LeToya Luckett, Ciara, Chrisette Michelle, T-Pain, Ne-Yo, Wiz Khalifa, Tiësto, Three 6 Mafia, Iggy Azalea, Justin Bieber, além de ter trabalhado a brasileira Anitta no single "Vai Malandra", e também faz parte da dupla EDM AREA21 ao lado do DJ holandês Martin Garrix.